# Central nuclear de Nogent
La Central nuclear de Nogent ( en francés: Centrale nucléaire de Nogent ) es una de las 23 centrales nucleares con las que cuenta Francia. Ubicada en la comuna francesa de Nogent-sur-Seine, en la margen derecha del río Sena, al oeste del departamento de Aube, dista 50 km de Troyes y 110 km de París. La planta alberga dos reactores de energía nuclear del tipo PWR ( reactor de agua a presión ), cada uno de 1310 MWe y las instalaciones tienen un área total de 100 hectáreas. Cada reactor tiene su propia torre de refrigeración, de 165 m de alto. La central produce alrededor de un tercio del consumo anual de electricidad de Isla de Francia y emplea alrededor de 700 trabajadores regulares.

## Descripción

#### Riesgo de incendio
La planta cuenta con 4.800 detectores de incendio. A lo largo del ejercicio de evacuación de la central nuclear realizado por la Autoridad de seguridad nuclear francesa (ASN) el 2 de octubre de 2001, se constató que el tiempo de reacción en el segundo nivel de intervención fue de 50 minutos. Cuatro meses más adelante, una nueva prueba permitió determinar en 45 minutos los necesarios para este segundo nivel de intervención. 

## Características del reactor
Las características del reactor son las siguientes:
| Nombre   | Modelo       | Capacidad [MW] | Capacidad [MW]      | Capacidad [MW]     | Empresa | Constructor | Construcción | Enganche en red | Puesta en servicio |
| Nombre   | Modelo       | Térmica (MWt)  | Produc. bruta (MWe) | Produc. neta (MWe) | Empresa | Constructor | Construcción | Enganche en red | Puesta en servicio |
| -------- | ------------ | -------------- | ------------------- | ------------------ | ------- | ----------- | ------------ | --------------- | ------------------ |
| Nogent-1 | P'4 REP 1300 | 3 817          | 1 363               | 1 310              | EDF     | Framatome   | mayo 1981    | octubre 1987    | febrero 1988       |
| Nogent-2 | P'4 REP 1300 | 3 817          | 1 363               | 1 310              | EDF     | Framatome   | enero 1982   | diciembre 1988  | mayo 1989          |

## Destacado

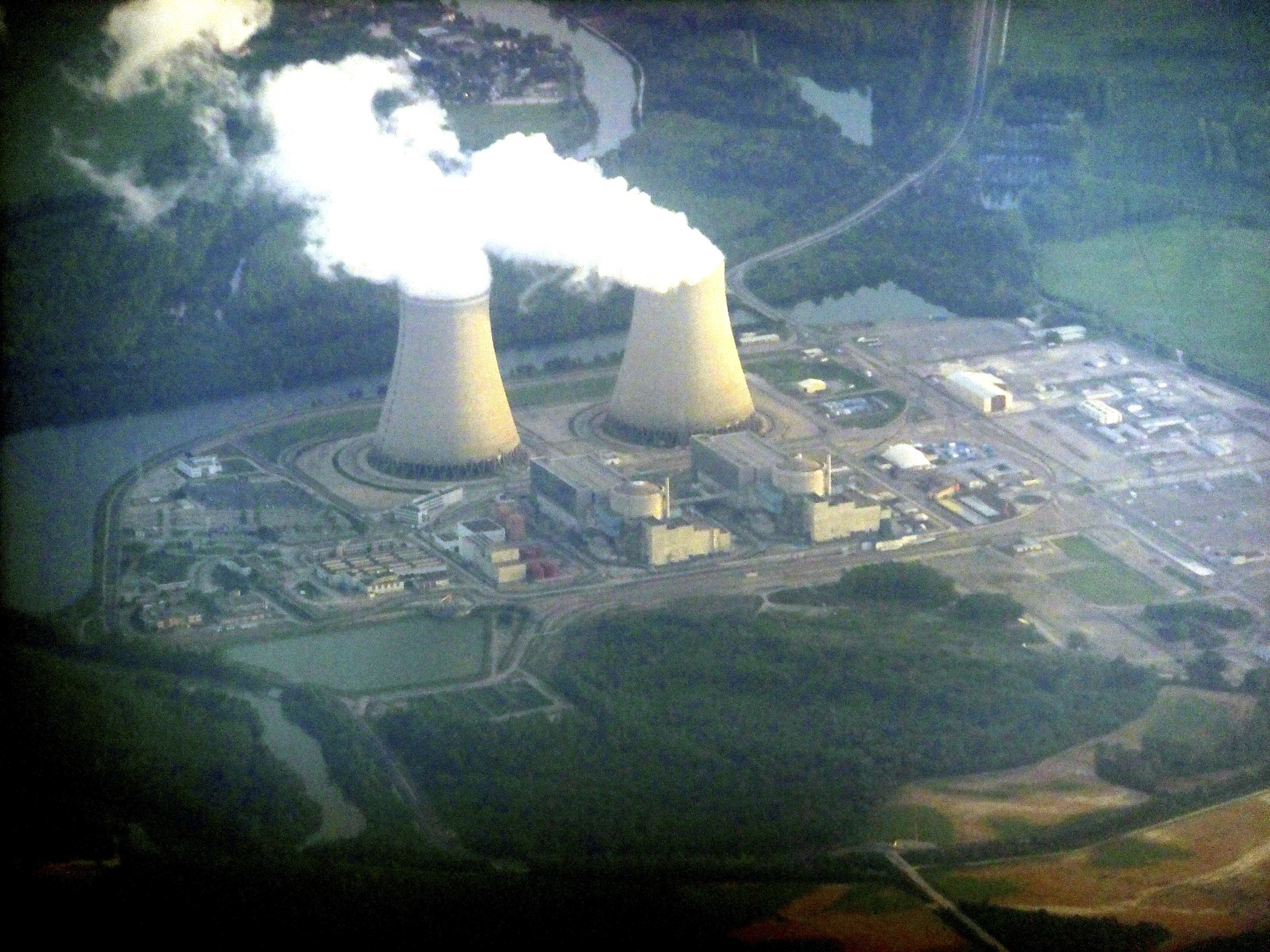
La planta vista desde un avión de pasajeros en ruta a París

El 30 de septiembre de 2005, se roció accidentalmente agua sobre los gabinetes eléctricos; el reactor se detuvo automáticamente. Nadie resultó herido y no hubo emisiones de radiación. El accidente fue clasificado como nivel 1 de la Escala INES.
El 5 de diciembre de 2011, nueve activistas de Greenpeace cortaron una valla en la central nuclear de Nogent. Escalaron al techo del edificio abovedado del reactor y desplegaron una pancarta que decía "La energía nuclear segura no existe" antes de atraer la atención de los guardias de seguridad. Dos activistas permanecieron prófugos durante cuatro horas.